# Cornelis Bakker
Cornelis Jan Bakker (11 de març de 1904 – 23 d'abril de 1960) fou un físic holandès, Director General de CERN i membre de la Reial Acadèmia de Ciències dels Països Baixos.

## Biografia
Bakker estudia física la Universitat d'Amsterdam sota la direcció de Pieter Zeeman, obtenint el seu doctorat el 1931 sobre l'efecte Zeeman en línies espectrals de gasos nobles. El 1933 comença a treballar al departament científic de Philips a Eindhoven on el seu interès en física nuclear creix durant la Segona Guerra Mundial cooperant amb August Heyn en el desenvolupament d'un ciclotró. Després que la guerra, Bakker esdevingué director de l'Institut per Física Nuclear d'Amsterdam patrocinat per Philips a través de l'Organització per a la Recerca Científica dels Països Baixos (NWO).
El 1951, Bakker va ser convidat pel professor Pierre Auger (llavors director del departament científic de la Unesco) per dissenyar el projecte del CERN amb un grup de vuit experts. És considerat un dels fundadors del CERN. Un any més tard (1952) esdevingué director del grup responsable del disseny i construcció del Sincrociclotró (SC), esdevenint director del departament del SC. El 1952 Bakker esdevenia membre de la Reial Acadèmia d'Arts i Ciències dels Països Baixos. El 1955, va reemplaçar Felix Bloch com a Director General del CERN. Quan feia 5 anys que era al capdavant del CERN va morir en un accident d'avió, sent reemplaçat per John Adams el 1960.